# Leroux-Bucht
Die Leroux-Bucht (französisch Baie Leroux) ist eine Bucht mit nordwest-südöstlicher Ausdehnung an der Graham-Küste des westantarktischen Grahamlands. Sie liegt zwischen dem Nuñez Point und der Magnier-Halbinsel, die von den Magnier Peaks überragt wird.
Entdeckt wurde sie bei der Vierten Französischen Antarktisexpedition (1903–1905) unter der Leitung des Polarforschers Jean-Baptiste Charcot. Dieser benannte die Bucht nach Eugenio Leroux, Kapitän der argentinischen Marine. Teilnehmer der British Graham Land Expedition (1934–1937) unter der Leitung des australischen Polarforschers John Rymill nahmen 1935 eine Vermessung der Bucht vor.